# Terrapin Station
《Terrapin Station》은 1977년 7월 27일에 발매된 미국의 록 밴드 그레이트풀 데드의 아홉 번째 스튜디오 음반 (전체 열네 번째)이다. 이 음반은 아리스타 레코드의 첫 번째 그레이트풀 데드 음반이자 거의 2년간의 공백 후 라이브 투어로 돌아온 후 첫 번째 스튜디오 음반이었다.
이 음반은 빌보드 200 차트에서 28위에 올랐고, 그 해의 《In the Dark》의 발매 이후 CD (아리스타 레코드에 의해)로 처음 발매된 후 1987년에 골드 음반 지위를 얻었다. 《Terrapin Station》은 2004년 10월 《Beyond Description (1973–1989)》 박스 세트를 위해 리마스터링되고 확장되었다.

## 녹음
그들 자신의 음반사를 접고 매니지먼트를 변경하면서, 그레이트풀 데드는 최근에 설립된 아리스타 레코드와 계약을 맺었다. 레이블 수장인 클라이브 데이비스는 컬럼비아 레코드 시절부터 이 밴드와 함께 일하는 것에 관심이 있었고, 이전에는 동료들과 뉴 라이더즈 오브 더 퍼플 세이지와 계약을 맺었다. 그는 1968년의 《Anthem of the Sun》 이후 스튜디오 음반에서 작업하지 않았던 것(1970년의 《American Beauty》는 엔지니어 스티븐 반카드가 공동 제작했음에도 불구하고)을 외부 프로듀서 밑에서 작업한다는 합의로 그레이트풀 데드를 레이블에 추가했다. 키스 올슨이 프로듀싱하기로 선택되었고 밴드는 플리트우드 맥의 1975년 복귀 음반을 제작하는 데 성공한 사운드 시티 스튜디오에서 일하기를 선호하여 일시적으로 로스앤젤레스로 이주했다.

## 커버 아트
커버 아트는 밴드를 위해 여러 개의 이전 작품을 만든 켈리/마우스 스튜디오가 제작했다. 테라핀이 지명으로만 가사에 등장하지만 춤추는 테라핀은 커버 아트에서 두드러지게 등장하며 그 후 그레이트풀 데드와 관련된 대형 도상의 일부가 되었다. 앞면 커버 이미지는 문자 그대로 "Terrapin Station"이라는 아이디어를 가지고 있다. 뒷면 커버는 데드 주변에서 진화한 이미지와 함께 십자 뼈, 깃털 및 장미가 있는 양식화된 외눈박이 두개골을 특징으로 한다.

## 평가
| 전문가 평가                   | 전문가 평가 |
| 평가 점수                     | 평가 점수   |
| 출처                          | 점수        |
| ----------------------------- | ----------- |
| Allmusic                      | [ 4 ]       |
| Christgau's Record Guide      | B           |
| Rolling Stone                 | [ 6 ]       |
| Encyclopedia of Popular Music | [ 7 ]       |

비록 무거운 사운드 제작이 그 시대의 것이었지만, 그레이트풀 데드 음반과 이전의 엣지있는 사이키델릭 음반 또는 더 최근의 아메리카나나 재즈 블루스 노력에서 벗어난 것은 드문 일이었다. 제리 가르시아는 키스 올슨이 "감사한 죽음을 드레스에 담았다"고 말했다. 타이틀곡의 현악 섹션과 합창단에 불만을 품은 그는 "저를 화나게 했습니다. 그와 폴 벅마스터는 잘못된 리듬 감각을 가지고 있었습니다. 점선 셔플에서 4
4로 바꿨습니다."라고 말했다. 필 레시는 "올슨과 벅마스터가 타이틀곡 순서에 추가한 오케스트라와 합창 감미료는 백합에 금을 입힌 전형적인 예다"라고 말했다. 팬들과 비평가들의 제작 반응은 비슷했고, 곡 자체에 대해 더 긍정적인 반응을 보였다.

## 곡 목록
| #  | 제목                       | 작사·작곡                                         | 리드 보컬            | 재생 시간 |
| -- | -------------------------- | ------------------------------------------------- | -------------------- | --------- |
| 1. | 〈Estimated Prophet〉      | 밥 위어, 존 페리 발로                             | 위어                 | 5:35      |
| 2. | 〈Dancin' in the Streets〉 | 윌리엄 "미키" 스티븐슨, 마빈 게이, 아이비 조 헌터 | 위어, 도나 진 가드쇼 | 3:30      |
| 3. | 〈Passenger〉              | 필 레시, 피터 몽크                                | 위어, 가드쇼         | 2:48      |
| 4. | 〈Samson & Delilah〉       | 민요, 위어 (편곡)                                 | 위어                 | 3:30      |
| 5. | 〈Sunrise〉                | 가드쇼                                            | 가드쇼               | 4:05      |

| #  | 제목 | 작곡          | 재생 시간 |
| -- | --- | ------------- | --------- |
| 1. | 〈Terrapin Part 1 - Lady with a Fan (가르시아, 로버트 헌터) – 4:40 - Terrapin Station (가르시아, 헌터) – 1:54 - Terrapin (가르시아, 헌터) – 2:11 - Terrapin Transit (미키 하트, 빌 크로이츠만) – 1:27 - At a Siding (하트, 헌터) – 0:55 - errapin Flyer (하트, 크로이츠만) – 3:00 - Refrain (가르시아) – 2:16〉 | 제리 가르시아 | 16:23     |